# Ohlertidion thaleri
Espèce
Synonymes
- Theridion thaleri Marusik, 1988

Ohlertidion thaleri est une espèce d'araignées aranéomorphes de la famille des Theridiidae.

## Distribution
Cette espèce est endémique de l'oblast de Magadan en Russie,.

## Étymologie
Cette espèce est nommée en l'honneur de Konrad Thaler.

## Publication originale
- Marusik, 1988 : New species of spiders (Aranei) from the Upper Kolyma. Zoologicheskij Zhurnal, vol. 67, p. 1469-1482.